# 栖原隆史
栖原 隆史（すはら たかし）は、日本のアニメーター、アニメ演出家。ufotable所属。

## 来歴・作風
大阪芸術大学出身。大学時代は、後輩であり2018年現在のufotableデジタル映像部チーフである寺尾優一の自主制作アニメの制作を手伝っていた。大学卒業後、絵を描くのが好きだった栖原は、寺尾がufotableに入社したことを聞き、2006年春にufotableに入社した。
入社後は動画、第2原画として活動し、2009年公開の『劇場版 空の境界 第七章』にて初の原画を担当。さらに、演出をやりたいとufotable代表の近藤光に伝えていたことから、第七章にて近藤が制作した絵コンテの清書を担当した。その後、2011年 - 2012年に放送された『Fate/Zero』で演出の仕事を進められるもアニメーターとしてのキャリアが5年程度と短いことから一度は断っていた。しかし、最終的には1stシーズン・第9話「主と従者」の絵コンテ・演出を担当することになり、さらに2ndシーズン・第4話「魔槍の刃」の絵コンテ・演出も務めることになり演出家デビューを果たす。
2014年 - 2015年にかけて放送された『Fate/stay night [Unlimited Blade Works]』では、本作最大の勝負話数として脚本段階で原作者の奈須きのこ自身が大幅に手を加えた第20話「Unlimited Blade Works.」の絵コンテ・演出を担当。奈須曰く「最大の無茶ぶり」と評したシナリオをアニメーション向けに再構成した。奈須節の表現や心象風景の演出は奈須やキャラクター原案の武内崇、監督の三浦貴博をはじめ、視聴者からも高い評価を受けた。
2017年放送の『活撃 刀剣乱舞』では第9話「元の主（あるじ）」にて絵コンテ・演出の他共同脚本も担当し脚本家デビューも果たしている。
2019年放送の『鬼滅の刃』で美術設定協力を務めた後、翌2020年公開の劇場作品『劇場版 Fate/stay night ［Heaven's Feel］第3章 spring song』にて初の美術設定を担当。さらにufotable所属のプロップデザイナー・小山将治と共同でプロップデザインも担当している。
時代劇が好きな影響から、殺陣のある話数の絵コンテ・演出を務めることが多い。目標として演出家の平尾隆之を挙げており、アプリゲーム『GOD EATER ONLINE』以降のゲーム『ゴッドイーター』シリーズのアニメーションパートの演出を平尾から引き継いでいる。また、同ゲーム開発チームが手掛ける『CODE VEIN』のアニメーションパートの監督も務めた。
2021年現在はufotableにてゲームアニメーションの監督を務めるほか、脚本・絵コンテ・演出・原画・美術設定・プロップデザインなど様々な役職で活動している。

## 作品リスト

### テレビアニメ
2006年
- コヨーテ ラグタイムショー - 第2原画、動画

2007年
- がくえんゆーとぴあ まなびストレート! - 第2原画
- もやしもん - 動画

2008年
- 二十面相の娘 - 動画
- 鉄腕バーディー DECODE - 動画

2009年
- WHITE ALBUM - 動画

2011年
- Fate/Zero（2011年 - 2012年） - 絵コンテ・演出（第4話、第9話、第16話、第18話）、原画（第1期OP、第2期OP、第4話、第9話、第11話、第18話、第23話）、第2原画

2014年
- Fate/stay night [Unlimited Blade Works]（2014年 - 2015年） - 絵コンテ・演出（#07、#14、#20）、絵コンテ（#11、#19）、演出（第1期ED、#02）、演出補佐（#19）、原画（#02、#07、#25）

2015年
- GOD EATER（2015年 - 2016年） - 演出（第3話、第8話）、原画（第3話）、第2原画

2016年
- テイルズ オブ ゼスティリア ザ クロス（2016年 - 2017年） - 絵コンテ・演出（#07、#11、#13）、絵コンテ（#21）、共同絵コンテ（#10）、絵コンテ協力（#25）、共同演出（#21）、原画（#07、#11、#21）、第2原画、話数設定（#07、#11、#13）

2017年
- 活撃 刀剣乱舞 - 絵コンテ・演出（第4話、第9話）、原画（OP、ED、第8話、第9話）、共同脚本（第9話）、第2原画
- Fate/Grand Order × 氷室の天地 ～7人の最強偉人篇～ - 原画
- 衛宮さんちの今日のごはん（2017年 - 2018年） - 絵コンテ・演出（第4話、第10話）、原画（OP、第4話）

2019年
- 鬼滅の刃 竈門炭治郎 立志編 - 絵コンテ・演出（第5話、第20話）、絵コンテ（第22話、第23話）、演出補佐（第26話）、美術設定協力（第4話、第5話、第17話、第20話、第25話、第26話）、原画（ED、第25話）、第2原画（第2話、第17話、第18話）

2021年
- 鬼滅の刃 無限列車編 - 絵コンテ（第1話）
- 鬼滅の刃 遊郭編 - 美術設定協力、絵コンテ（第1話、第2話、第3話）、共同絵コンテ（第11話）、演出（第2話）、第二原画（第8話）

### 劇場アニメ
2007年
- 空の境界 全8章（2007年 - 2010年） - 原画（第七章）、第2原画、動画、絵コンテ清書（第七章）

2010年
- 宇宙ショーへようこそ - 動画

2017年
- 劇場版 Fate/stay night ［Heaven's Feel］ 第1章 presage flower - 第2原画

2020年
- 劇場版 Fate/stay night [Heaven's Feel] 第3章 spring song - 美術設定、プロップデザイン（小山将治と共同）、原画
- 劇場版 鬼滅の刃 無限列車編 - 原画

### OVA
2007年
- テイルズ オブ シンフォニア THE ANIMATION シルヴァラント編 - 動画

2009年
- GOD EATER プロモーションアニメ - 第2原画

2010年
- テイルズ オブ シンフォニア THE ANIMATION テセアラ編 - 原画、第2原画、動画

2011年
- みのりスクランブル! - 原画
- ギョ - 原画

2012年
- Fate/Zero映像特典「お願い! アインツベルン相談室」 - 絵コンテ・演出（その4）、絵コンテ（その5）、原画（その6）

### ゲーム
2017年
- GOD EATER ONLINE - 監督・絵コンテ・演出

2018年
- GOD EATER RESONANT OPS - 演出補佐
- ゴッドイーター3 - ゲーム内アニメーション絵コンテ・演出

2019年
- CODE VEIN - 監督・絵コンテ・演出・原画

2021年
- テイルズ オブ アライズ - 原画

### 実写映画
- おへんろ。〜八十八歩記〜 夏・私たちも歩いた（2014年-2015年） - 撮影カメラマン（寺尾優一と共同）